# Jīrī-ye Soflá
Jīrī-ye Soflá (persiska: جیری سفلیٰ) är en ort i Iran.   Den ligger i provinsen Khuzestan, i den centrala delen av landet, 600 km söder om huvudstaden Teheran. Jīrī-ye Soflá ligger 13 meter över havet och antalet invånare är 339.
Terrängen runt Jīrī-ye Soflá är mycket platt. Runt Jīrī-ye Soflá är det ganska tätbefolkat, med 62 invånare per kvadratkilometer. Närmaste större samhälle är Soveyreh, 16,2 km norr om Jīrī-ye Soflá. Trakten runt Jīrī-ye Soflá är ofruktbar med lite eller ingen växtlighet.